# حبيب الله خان مروت
حبيب الله خان مروت (14 أكتوبر 1901 - 5 ديسمبر 1978) كان أول رئيس لمجلس الشيوخ الباكستاني وقاضي سابق في محكمة بيشاور العليا. كما شغل منصب وزير الداخلية العاشر لباكستان خلال نظام أيوب خان قبل أن يخدم فترتين كرئيس لمجلس الشيوخ الباكستاني أثناء رئاسة ذو الفقار علي بوتو. وفي عام 1937 انضم حبيب الله خان إلى حركة خالاكسار وعمل في مقاطعة الحدود الشمالية الغربية.